# Municipio de Fertile (Iowa)
El municipio de Fertile (en inglés: Fertile Township) es un municipio ubicado en el condado de Worth en el estado estadounidense de Iowa. En el año 2010 tenía una población de 807 habitantes y una densidad poblacional de 8,61 personas por km².

## Geografía
El municipio de Fertile se encuentra ubicado en las coordenadas 43°18′19″N 93°27′4″O / 43.30528, -93.45111. Según la Oficina del Censo de los Estados Unidos, el municipio tiene una superficie total de 93.71 km², de la cual 93,69 km² corresponden a tierra firme y (0,02 %) 0,02 km² es agua.

## Demografía
Según el censo de 2010, había 807 personas residiendo en el municipio de Fertile. La densidad de población era de 8,61 hab./km². De los 807 habitantes, el municipio de Fertile estaba compuesto por el 96,28 % blancos, el 0,25 % eran afroamericanos, el 0,87 % eran amerindios, el 1,24 % eran asiáticos, el 0,12 % eran de otras razas y el 1,24 % eran de una mezcla de razas. Del total de la población el 4,71 % eran hispanos o latinos de cualquier raza.